# Uniwersytet Federalny w Minas Gerais
Uniwersytet Federalny w Minas Gerais, Universidade Federal de Minas Gerais powstał w 7 września 1927 jako Universidade de Minas Gerais w Belo Horizonte w stanie Minas Gerais. 
Obecnie na uniwersytecie studiuje około 50 tys. osób.